# Polo umanistico Liceo Antonio Genovesi
Il liceo classico "Antonio Genovesi" (oggi ufficialmente Polo umanistico "Liceo Antonio Genovesi") è uno storico liceo classico (ed oggi anche Liceo delle Scienze Umane e opzione Economico-Sociale) della città di Napoli. Si trova in piazza del Gesù Nuovo, nel Palazzo delle Congregazioni nel quartiere San Giuseppe.

## Storia
Il Genovesi è il terzo liceo di Napoli. Venne fondato dal re Vittorio Emanuele II con decreto del 13 settembre 1874. Inizialmente il liceo prese il nome di "Regio liceo Giannone". Un regio decreto 1876 ne cambiò definitivamente il nome in liceo Antonio Genovesi, in omaggio al grande esponente dell'illuminismo napoletano, fondatore della prima cattedra in Europa di Economia Politica. Con l'inizio dell'anno scolastico 1888/89 il Liceo Genovesi ottenne la sua sede attuale.
Dal 1º settembre 2013, per effetto del dimensionamento della rete scolastica, sono attivi anche gli indirizzi Liceo delle Scienze Umane e Liceo Economico Sociale.

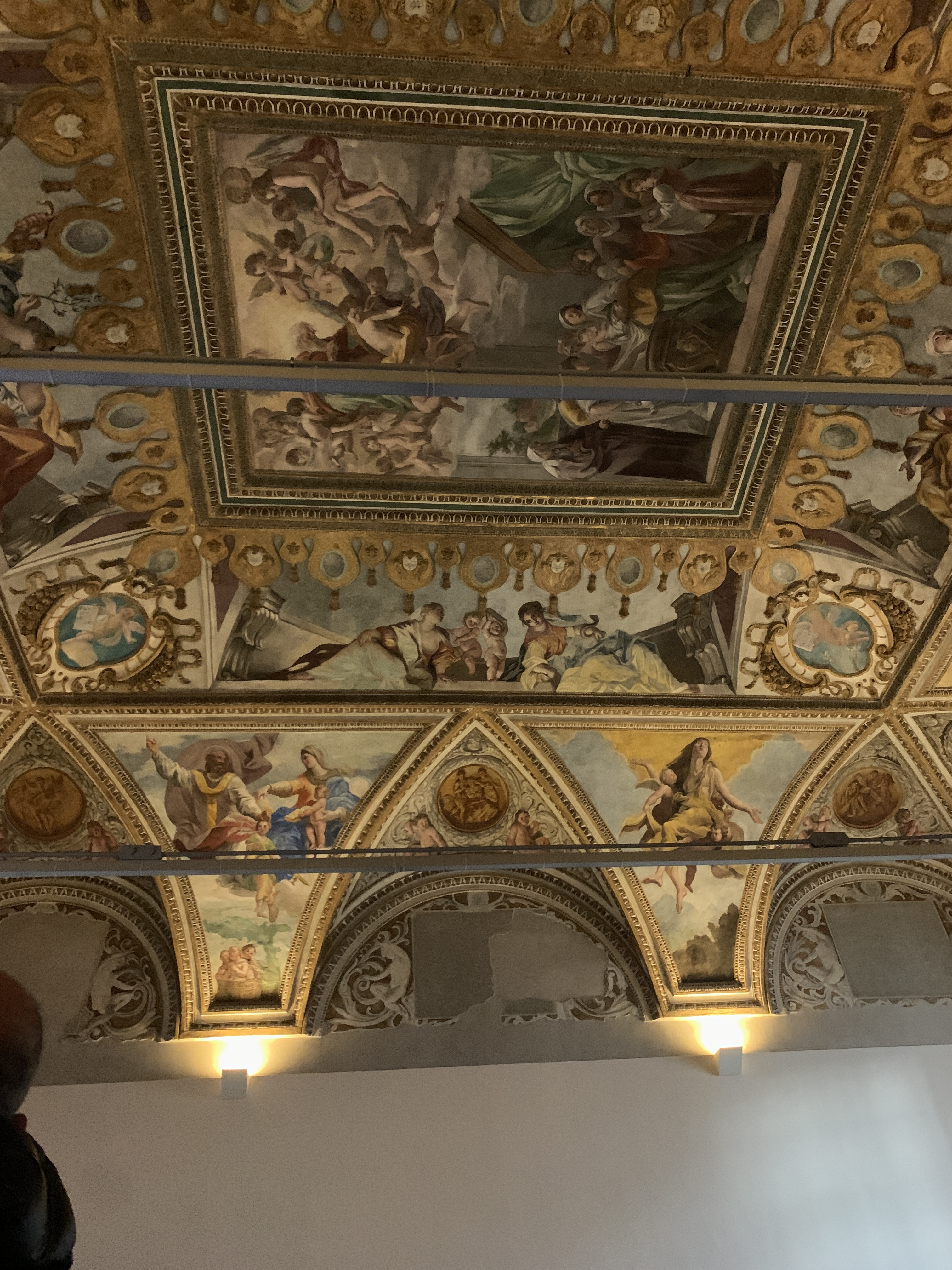
Soffitto affrescato Polo umanistico Genovesi di Napoli

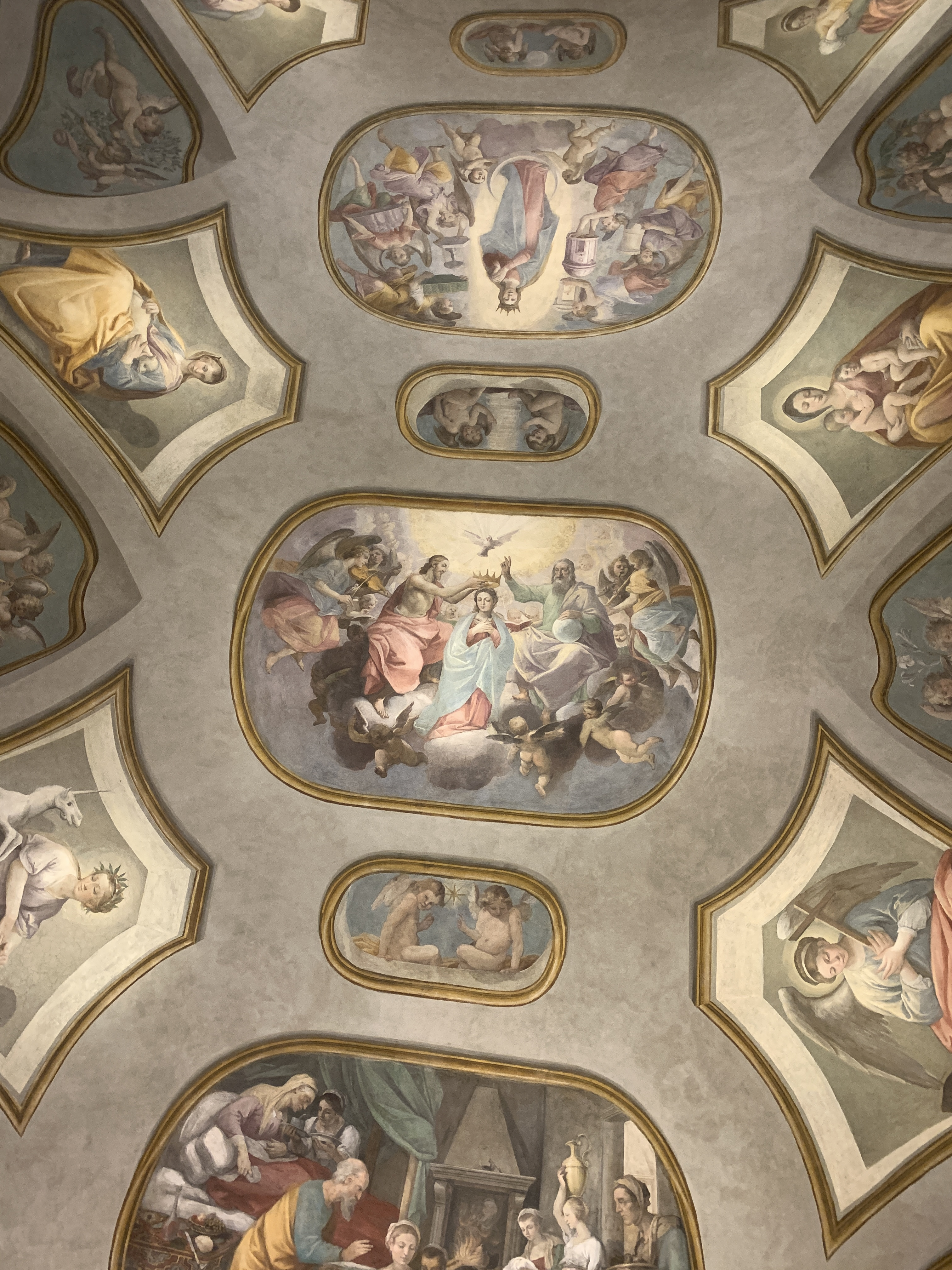
Biblioteca del Liceo Antonio Genovesi